# Simon Olsen (sanger)
 For alternative betydninger, se Simon Olsen. (Se også artikler, som begynder med Simon Olsen)
Simon Lindemann Olsen (født 9. maj 1989 i Odder er en dansk sanger og sangskriver mest kendt som forsanger for bandet Livløs og bandet Baest. Han startede sin karriere som bassist i et røvballeband. Til dagligt er han geografilærer for udskolingen på Skovbakkeskolen i Odder.
Simon er sammen med sine band med til at sætte dagsordenen i dødsmetal og doommetal miljøet i Danmark. Bl.a. har Baest signeret med med en af genrens største pladsselskaberCentury Media Records .
Han har bl.a. flyttet dødsmetal ind i mainstreamfora som Gaffa-Prisen

## Diskografi

### Med Baest
- 2016: Demo
- 2016: Marie Magdalene
- 2018: Danse Macabre
- 2019: Venenum
- 2021: Necro Sapiens

### Med Livløs
- 2016: Livløs EP [5]
- 2018: Into Beyond [6]